# Magyar építészet a 20. század első felében
Amennyiben a magyar századfordulót (1896–1914) egységes kultúr- és építészettörténeti korszaknak tekintjük (tekinthetjük), a magyar huszadik század – mint kultúrtörténeti korszak – az első világháború után született. A nagy háborút követő és a második világháború végéig tartó évtizedek sajátos helyet foglalnak el a magyarországi építészet történetében. A korszak tematikában, szerkezetben, stílusban és szakmai ideológiában is felettébb változatos építészeti képének részletes feldolgozása és értékelése napjainkban tulajdonképpen még csak kezdeténél tart. A korszak végét – kezdetéhez hasonlóan – egy újabb vesztett háborút követő társadalmi-politikai átrendeződés képezi.

## A téma építészeti jellegzetességei
A korszak építészetétől az utókor építészettörténete az újítás érdemét megtagadta, s mindazt, ami haladó benne, még a világháború előtti századfordulós törekvéseknek ítélte. A szigorúan funkcionalizmushoz és szerkezetesztétikához – ugyanakkor csak igen mérsékelten környezeti harmonizáláshoz – szoktatott utókor a konzervatív megnyilvánulást az uralkodó osztály által az építészekre kényszerített utánérzésnek tartotta/tartja, s nem is vizsgálja azokat az objektív körülményeket, amelyek valójában megszülték … és igazolják.

## A korszak építészete és a jellemző időszakok
A háború utáni évtizedek – az első időszak – valójában az építészeti szemléletváltozás évei voltak. A szemlélet átalakulását a társadalmi változtatásokat sürgető elmaradottság, a gazdasági körülmények és a műszaki fejlődés befolyásolták. A régi és az új oldalán egyaránt álltak megbízók és építészek, mecénások és művészek. Az előbbieket, a megbízókat az új felé a gazdasági meggondolás irányította, a régihez a konvenciók kötötték. Az építészek közül a fiatalabbak a hazai eredményekre és a külföldi változásokra egyaránt figyelve keresték a továbblépés lehetőségét. Voltak romantikus hangvételű építészek is, akikre a tájba illeszkedésre törekvő német Heimatstil polgári eszménye hatott.
A második időszakban – 1930-1940 körül – az építészet hazai fejlődésében változás következett be. Ezt több lényeges körülmény okozta. A két legfontosabb közöttük bizonyára a megváltozott gazdasági helyzet és az új építészet külföldi előretörésének egyre fokozódó hatása. Az 1929-ben kitört nagy gazdasági világválság után a kijózanodott építtető racionálisabb építészeti igényeket fogalmazott meg. S ezek éppenséggel találkoztak azokkal a lehetőségekkel, melyeket a Bauhausban nevelkedett, illetve annak eredményeire figyelő fiatal magyar építésznemzedék kínált.
Ugyanebben az időpontban az építőtechnika is jelentőset lépett előre. A korábban még csak egyes épületszerkezetekre korlátozódó vasbeton építés most általánosan elterjedt, növekedett az építésgépesítés, korszerűsödött és kibővült a szak- és szerelőipar. A hazai ipar a külföld segítsége nélkül is képessé vált bonyolultabb alkotások megvalósítására.
Ez az időszak a modern építészeti kísérletek, alkotások fokozatos társadalmi elfogadásának időszaka is.

### Fő építészeti feladatok

#### Lakásépítés
Az első világháborúban hadi cselekmények következtében még nem pusztultak el hazánkban lakások. Az elcsatolt területekről átvándorolt, közel egymillió lakos hajlékkeresése és a lakásépítés korábbi mulasztásai miatt azonban az 1920-as években mégis nyomasztó lett a lakásínség, mely főleg a fővárosban éreztette hatását.
Az 1914 előtti időben a fővárosban évenként átlag 500 lakás épült, s ez a szám 1917-ben 29-re csökkent. A lakásépítő tevékenység csak hat évvel a háború után fokozódott, s csak a gazdasági konszolidáció, illetve a pénzstabilizációt követően, 1927-ben lendült fel annyira, hogy meghaladta a háború előtti mennyiséget (677 lakás), hogy azután 1928-ban 1039 átadott lakással korábban nem tapasztalt számot érjen el. Amint azonban a háborút követő gazdasági nehézségek megszűntek, a fellendülést az 1929. évi világválság ismét megakasztotta.
„…A lakásépítést a kormány és a főváros egyaránt szorgalmazta. A munkásság lakásínségének enyhítése már a kommün utáni években, egy újabb forradalomtól való félelem miatt is parancsoló volt az uralkodó osztály számára. Ezért tették lehetővé az 1921. évi XXXVI. törvénycikkel állami kislakások építését a vagyonváltságból eredő bevételekből, inflációs pénzben 300 millió korona erejéig. Az ugyancsak 1921. évi LI. törvénycikkben, mely e »lakásépítés előmozdításáról« rendelkezett, a városok által építendő kislakásokhoz állami hozzájárulást is biztosítottak, feltéve, hogy a telket a város díjtalanul adja, és az Országos Lakásépítési Miniszteri Biztosság a terveket jóváhagyja. Ez a törvény tehát pénzügyi kedvezmények biztosítása mellett első ízben teremtette meg annak a lehetőségét, hogy az állam a kislakásépítésekbe építészeti szempontból is befolyásolhassa.” (M. M. 1919-1945)
A 20. század első évtizedei lakásépítésének társadalmi-gazdasági bázisát biztosító jogi, pénzügyi intézkedések tekintetében méltán büszkeséggel hasonlíthatók a korszak más európai államainak lakásépítési törekvéseihez, s ezek alapozták meg a magyar városok, főleg a főváros egyes területeinek kialakuló arculatát.
A lakásépítést kívánta könnyíteni a Fővárosi Közmunkák Tanácsának 1921. évi, 1093. számú szabályzata is, mely az 1914 óta érvényes Építésügyi Szabályzathoz képest 4 évi időtartamra – amit azután többször meghosszabbítottak – könnyítéseket engedett meg. Nyilvánvalóan ezeket a könnyítéseket vették igénybe, amikor a honvédség ideiglenes hadikórházait szükséglakásokká alakították át, és így 2 ezer ember elhelyezését biztosították a Mária Valéria-, az Éhmann-, az Auguszta-, a Gubacsi úti, a Lenke úti és az újpesti telepeken. További 500 szükséglakás építéséhez használták fel a könnyítési szabályzatot a pestlőrinci lőszergyári telep átépítésénél. (E szükséglakótelepek nemsokára a véglegesítésüket lehetetlenné tevő, primitív megoldásuk miatt váltak hírhedtté).
A lakásépítést kívánták előmozdítani a különféle adókedvezmények is, melyek közül az 1923. évi XXXIV. törvénycikk különösen hatékony volt. Ugyanakkor a magántőke lakásépítési érdekeltségének erősítése céljából 1922-ben hozzájárultak a lakbérek mérsékelt emeléséhez, 1924-ben pedig fokozatos felszabadításukat vezették be. Ugyanebben az évben a XII. törvénycikk szabályozta a társasháztulajdont, ami ennek az épületműfajnak fellendítéséhez vezetett. A külterületi közműfejlesztés költségeinek leszorítása érdekében – körülbelül 1924-től – a főváros a kislakás-építkezés területeit mindinkább a városközponthoz közelebb igyekezett kijelölni. Így épült több, városszerkezetbe nem illő, silány, eklektikus megjelenésű építmény, amely a mai napig fennáll. 1929-ig a főváros területén összesen 2300 új lakást építettek.
Megoszlásuk: 1353 egyszobás, 741 kétszobás, 163 háromszobás és 43 négyszobás volt közöttük. Mégis, ezek a lakások beépítés és alaprajzi megoldás tekintetében egyaránt fejlődést jelentettek a háború előtti átlaghoz képest. A zárt udvaros telekbeépítés, mely az első háború előtt a főváros belterületein általános volt, korszerűsödni kezdett azzal, hogy az udvar felőli oldalra lehetőleg csak mellékhelyiséget nyitottak. A telek teljes körbeépítése helyett a telektömb keretes beépítése azonban csak lassan terjedt el, a külföldi példákkal ellentétben (Ausztriában, Svédországban). Említésre méltó, hogy az állam, illetve a főváros a kislakásos bérházak esetében is előnyben részesítette – a függőfolyosós alaprajzi megoldásokkal szemben – a lépcsőházas alaprajzi elrendezést.
A külföldi kislakásépítésekkel összehasonlítva a budapesti lakásokban a szobák száma átlagosan kisebb, alapterületük viszont nagyobb. Ez egy alacsonyabb szintű, kevésbé funkcionális lakáskultúra jellemzője: a szoba-konyhás lakás a tömegszükséglet fő típusa. A hálófülkék és a modern étkezőkonyha még nem terjedt el.
„…Korabeli jelentés szerint (Középítkezések Budapesten, 1920-1930) »az emeletes házakban az egyszobás lakásokban 20-24 m2 padlóterületű szobák vannak, amelyekhez 8-12 m2 konyha, ezenkívül előtér, éléskamra és klozet, 6-8 m2 padlás és ugyanolyan nagy pince járul«. Az egyszobás lakáshoz, vagyis a fő típushoz csak ritkán épült fürdőszoba, a kétszobásokhoz is csak elvétve. A háromszobás lakásoknál viszont általános. A házakban közös fürdőket építenek. Egyelőre az is vívmány, hogy minden lakásban (a konyhában) volt vízvezeték, a világításhoz villamos csatlakozás és a főzéshez gázberendezés. A függőfolyosós rendszerű lakóépületeknél – mert a kis lakásépítésnél ez az alaprajzi rendszer korszerű beépítési mód mellett is gyakori – a lakás alaprajza igen egyszerű volt… Meg kell jegyezni, hogy sok ház, illetve telep ún. népjóléti berendezésekkel volt felszerelve, így üzletekkel, egészségügyi intézményekkel, fiókkönyvtárakkal…” (M. M.1919-1945).
A fővárosi kislakásos bérházak közül kiemelkedik a Bécsi úti (1927), a Budaörsi úti lakótelep (1925), a Simor utcai tisztviselőtelep (1926), a megjelenésében puritánabb Hengermalom utcai bérháztömb (1927) stb.
A főváros belterületén, a fellendülő magánépítési tevékenység során – főleg az 1920-as évek végén – reprezentatívabb megjelenésű bérházak is épültek. Ezek városképi megjelenés tekintetében nem maradnak el a századvég és századforduló hasonló nagyságrendű építkezéseitől, többnyire díszítéseik mértékének tekintetében sem. Málnai Béla ún. MÁK székháza a Kossuth Lajos téren (1927) ennek jellemző példája.
Az eklektikus homlokzatképzés – éppen a városképi jelentőségű, zárt beépítésben álló nagy bérházaknál – messze belenyúlik az 1930-as évek építészeti gyakorlatába, sőt – rövid megszakításokkal – az 1950-es évek díszített homlokzatainak idejéig.
Az eklektikus, elsősorban a neoreneszánsz és a neobarokk homlokzatképzés gyakori, s ugyanakkor hangsúlyosabb is a nagypolgári családi házak építésénél, melyeket főként a budai hegyekben emeltek ez idő tájt, a fővárost környező erdős vagy cserjés zöldövezet felé terjesztve a beépítést.
Szemben a bérházakkal, ahol a lakásalaprajz a beépítési módok korszerűsítésének következményeként a függőfolyosó és az udvari lakás elkerülésével jelentőset fejlődött, a nagypolgári családi ház, a villa alaprajza a rendelkezésre álló anyagi eszközök ellenére is még többnyire korszerűtlen maradt. Gyakoriak a másodlagos szobák, és a reprezentáció felülkerekedik a funkcionális igényeken. A villa funkcionális elrendezése talán az összes épületműfaj közül a legkorszerűtlenebb. Ez a sajátos ellentmondás nem utolsósorban tudatlanságból fakadt, s abból, hogy az építtetők megelégedtek a reprezentatív külső megjelenéssel. A korszerű lakás szükségességének hirdetése azonban már az új építészet művelőire hárult.
Vidéki városainkban a lakásépítés helyzete a fővárosétól eltérő volt. A lakásépítés előmozdítására hozott kormányintézkedések közül főként az adókedvezménnyel éltek, és a lazább beépítés lehetőségeihez igazodva a zárt sorú, földszintes telektömbkeret-beépítést kedvelték, mely a családi ház nagyságrendű épületek mögött kertet biztosít. A települések központjától távolabb és részlegesen közművesített, alacsonyabb laksűrűségű területeken a kertes családi ház volt divatos. Mindezeknek az épületeknek a formai megjelenése változatosabb, mint akár korábban, akár későbben. Jellemző példák a győri Nádorváros egyes lakóházai, Pécsett a Mecsek-lejtő beépítésének kezdete, a régi Kertváros, a soproni Alsólövérek építésének befejezése. 
Hasonló a helyzet egyes fővárosi külső kerületekben (Zugló) és a peremvárosokban (például Rákospalota, Pesterzsébet).

#### Középületek
A 20. század első felének középület-építő tevékenységében a legszámottevőbb műfajt a különféle felekezeti templomok képezték. Az első világháború miatt bekövetkezett egy évtizednyi mulasztást kívánták e téren is pótolni. A létszámban megnövekedett városi plébániák mellett gyakran épültek falusi templomok. Az építészet történetében a templom-tér mindig az alkotási lehetőség egyik legnagyszerűbb műfaja volt, hiszen a kultikus épületek nagyobb szabadságot biztosítottak az építész elképzelései számára (tömegkompozíció és a részletképzés).
A katolikus templom az ellenreformáció, vagyis a barokk kor óta reprezentációigényeket elégített ki, de más felekezetek templomai is gyakran törekedtek monumentalitásra. Ez az igény, de különösen a toronyépítés hagyománya megszabta a templom urbanisztikai jelentőségét is.
A korszak hazai templomépítői ritkán éltek a korszerűsítés lehetőségével, s a külföldi példák ellenére sem tekintettek az új építészet felé, mert kötötte őket az egyházak konzervatív felfogása.
A külföldi példák és az 1930-as évek hazai templomépületei azonban azt látszanak igazolni, hogy e téren inkább a közfelfogás volt maradi, s azt érdekes módon éppen ennél a műfajnál lehetett a legkönnyebben áthangolni: Kotsis Iván 1931-ben épült balatonboglári templomának, valamint Árkay Aladár és Bertalan ugyanekkor tervezett városmajori templomainak sikere erről tanúskodik. Templomépítési megbízást viszonylag kevés építész kapott. A formakeresés külső jelei mutatkoztak meg Árkay templomain, a győri Gyárvárosban, valamint a Városmajorban (1923), kápolnaként.

#### Iskolaépítés
Az iskolaépítés volt a középület-építés másik jelentős területe. E területen is főleg a falusi és a tanyai iskolahálózat fejlesztése az évtizedes lemaradottság felszámolása érdekében. A kultusztárca által tett erőfeszítéseket érdemben két építész működése fémjelezte, Kertész K. Róberté és Sváb Gyuláé. Az építési feladat faluhoz kötődése, a falu épületállományába illeszkedő nagyságrend miatt, ezeknél a falusi és tanyai iskoláknál még eleven a századfordulót színező nemzeti építészet eszméje. A népi építészet példájára támaszkodó iskolaépületek szépen egészítették ki annak a magyar falunak a képét, mely ezekben az évtizedekben még a hagyományos látvány egységének később oly gyorsan elvesztett szépségét tükrözte.

#### Községháza-, városháza építés
Községházák, városházák főleg az alföldi nagy falvakban és kisvárosokban ez idő tájt épültek (Mezőkövesd, Mezőtúr).

#### Kórházépítés
Több kórházat is építettek az elmaradott egészségügyi ellátás javítására. Az 1920-as évek elején még a pavilonos rendszer volt a meghatározó (a budai Új Szent János Kórház), a nyíregyházi, a szombathelyi és a szekszárdi kórházak már fokozatosan szakítottak a pavilonos elrendezéssel, nagyobb kompozíciókba foglalták a feladatot. Erősen díszítettek – talán a reklám érdekében – a fürdőépületek (Gellért szálló és több alföldi város fürdőépülete).
A gazdasági nehézségek ellenére, noha kisebb számban, mégis szinte minden épületműfajt érintve létesültek különféle középületek is, köztük Békéscsabán MÁV új állomás, Debrecenben a Déri Múzeum, (1923–1929), budai cisztercita gimnázium (1927), szegedi Dóm tér (1930).

#### Kereskedelmi és ipari épületek
A kereskedelmi és ipari létesítményeknek most sem tulajdonítottak építőművészeti szerepet. Természetes, hogy a csarnokszerkezethez épülő architektúrák puritánok (Budapest, Garay téri piac (1931), Fővárosi Autóbuszgarázsok (1931). Ezekhez hasonló ipari építés nagyon kevés volt (soproni Selyemipar gyáregységeinél (1923).
Az ipari építészet alkotásai – a puritán megjelenés miatt – fokozat nélküli átmenetet biztosítanak a fejlődés 1930 körül következő nagy lépcsőjénél az új építészet kibontakozása felé.

### Városépítés (urbanisztika)
Az első világháború végén a városrendezés még mindig fiatal fogalom volt az építészet keretében, annak ellenére, hogy a múlt század második felében a fővárosra és a vidéki városok nagy részére már készültek rendezési és szabályozási tervek. A húszas években a városrendezési tevékenység már bizonyos tapasztalatok hasznosításával láthatott hozzá – Budapesten és a vidéki városokban – a nagyobb szanálások, rendezések előkészítéséhez, elsősorban tervpályázatok kiírásához. A húszas évek építészeti tevékenységének egyik legjellegzetesebb ismérve a korábbi városépítési gyakorlat megtartása és kiegészítése. A századvég és a századforduló késői eklektikájának jegyében fogant bérház- és középület-arculatokhoz mindaz még jól illik, amit most építenek (piarista rendház és gimnázium (1915), cisztercita templom és gimnázium a Gellérthegy mögött (Villányi út), stb.
„…Az a körülmény, hogy a városépítészeti megjelenés tekintetében az épületek a múlthoz igazodnak, mindenesetre pozitívabb vonás, mint amikor a múlthoz kötődés a homlokzatra akasztott díszekben nyilvánul meg. Ezért megkockáztathatjuk azt a megállapítást, hogy az új építészet nemsokára megjelenő hatásos alkotásaival szemben, melyek kezdetben gyakran szinte bántó kontraszttal ütköznek ki a városképből (hiszen puritanizmusukkal éppenséggel tüntetni is akarnak), a késői eklektika kompozíciói városképileg többnyire problémamentesek… Az új építészetnek még évtizedekre lesz szüksége, amíg a városképet harmonikusan elevenítő alkotásai általánossá válnak…” (M. M. 1919-1945)
A húszas években a magyar városrendezési munkák egyik legjelesebb személyisége Warga László (1878-1952) volt, épülettervezési munkáit részben Lechner Jenővel, részben Forbáth Imrével társulva készítette. Nevéhez fűződik a városaink, de különösen Budapest városszerkezetét a továbbiakban alapvetően meghatározó új, úgynevezett keretes beépítési mód, vagyis a tömbkörülépítés bevezetése. E beépítési mód elterjedése és fejlődése befolyásolta a lakások alaprajzát, az épületek alakját, homlokzatát, és ezen keresztül végül a városépítészetet is (Budapest, Angyalföld (1925), Kelenföld (1927), Sasad (1927), a Gellérthegy (1928) és a Sashegy (1929) rendezési tervei. A vidéki városok közül már 1917-ben Gyöngyös, Nagykanizsa (1921-1924), Makó főtere 1927-ben, bajai vásártér 1923-ban, Nagykőrös 1925-ben). Több városépítési tervpályázatot írnak ki (Miskolc: 1921; Székesfehérvár: 1922; Szombathely: 1922; Salgótarján: 1926). A vidéki városépítészet egyik legjelesebb alakja Magos (Munk) Dezső (1884-1944) balassagyarmati építész, tervező-kivitelező volt. Az ő nevéhez köthető Balassagyarmaton a Városi Képtár (1913), Államrendőrségi és Csendőrségi Palota (1928), Bosco Szt. János Szalézi Intézet – Szalézi Templom (1934).
A Warga László által alapított Városépítési tanszék második vezetője Korompay György (1941-ig Krompecher György) volt. Korompay dokumentálta is előadásait, így szakmai elvei és oktatási tevékenysége jól követhetők (egyúttal innen kezdődik a modern magyar urbanisztikai szakirodalom kibontakozása is). 1942-ben a Mérnöki Továbbképző Intézet adta ki – még Warga László hatását is tükröző – tankönyvnek minősülő írását. Városépítészeti elvei leginkább csak a világháború utáni, ugyancsak a Mérnöktovábbképzőnél 1960-ban kiadott – kandidátusi disszertációja alapját is képező – jegyzeteiben teszi közzé. Időben nagyjából egyezően alakul ki a korszak másik – főként Budapest városépítészeti problémáiból táplálkozó – urbanisztikai műhely, Granasztói Pál és munkatársai környezetében.

### Építéstechnika, építéstechnológia és szerkezetek
Falszerkezetek. Az első világháborút követő évtizedekben a lakó- és középületek tartó falszerkezetének legfőbb anyaga a tégla volt, melyet ez idő tájt még a régi 29 X 14 x 6,5 cm méretben égettek, ami meghatározta a tekintélyes falvastagságokat (Az új, ún. kisméretű tégla 25x12x6,5 cm méretű).
A födémszerkezeteknél – a hagyományos acélgerendák mellett – korszakunk a kísérletezés ideje. Középületeknél az alul- és a felülbordás vasbetonlemez-födémet, illetve a bebetonozott acélgerendával épülő vasbetonlemez-födémet kedvelték. A később korróziós jelenségek miatt költséges felújítást igénylő Mátrai-féle vasbetonfödém-szabadalmat is alkalmazták, mert anyagtakarékos megoldás volt.
Fedélszerkezetek. Az épületek nagyobb hányada még kötőgerendás fafedélszékkel épült, a lapos tetőnek nevezett, enyhe hajlású, ragasztott lemezszigeteléssel készülő, s az alkotás tömegkompozícióját alapvetően befolyásoló tetőszerkezetek még csak most kezdtek elterjedni. Egyelőre nem volt elég szakképzett szigetelőmunkás a feladat jó minőségű végzéséhez, mint ahogy a vasbetonszereléshez is kevés volt még a megfelelően kiképzett szakmunkás.
A homlokzati díszítésnél kifejezésre jutottak a különféle stílusreminiszcenciák, ezért a kőművesmunka még jelentős maradt. A vakolatarchitektúra mellett kőből faragott homlokzatdíszek is előfordultak, de a faragott kőburkolat általában a lábazatra szorítkozott. A sima terméskőfal csak a korszak végére kezd jellemzőnek lenni, mint a díszítés nélküli fehér vakolat. Nagy választék állt rendelkezésre a mintás, műkőszerű padlóburkolólapokból, így a kerámia is. Fa-féleségeket padló- és homlokzatburkoláshoz egyaránt használták. A lépcsőszerkezeteket a hagyományos gyámolított, illetve a lebegőnek nevezett, egy oldalt leterhelt és egymásra támaszkodó kőlépcsőfokokból képzett megoldások jellemezték, kovácsoltvas korlátokkal. Az ajtó-, ablak- és kapuszerkezetek túlnyomórészt a fa alapanyagú megoldások használatosak, ablaknyílásoknál a kapcsolt gerébtokos szerkezet és a vízszintes tokszárral osztott, nagyméretű felnyíló szárnyak a szokásosak. Az ajtóknál a váz és betétre tagolt (fiókos-) ajtólapok kedveltek. A szolid szerkezeti kivitelhez szépen tagolt takarólécek és szerkezeti profilok tartoztak. A lemezelt ajtó még nem terjedt el, a fém ablakszerkezetek csak ipari épületeknél voltak használatosak.
Az építőipar nem volt gépesítve, legtöbbször még a magassági szállítást is ácsolt feljárókon, a hírhedt „trepnin" végezték, alacsony bérrel fizetett emberi (főleg női) munkaerővel. Önálló építésztervezők jóformán csak a fővárosban dolgoztak, vidéken az épülettervező tevékenység majdnem mindig az építési vállalkozással társult. E két ténykedésnek az egyesítése a profitra való törekvés miatt gyakran vezetett silányabb kiviteli minőséghez.

## Az első világháborútól a harmincas évekig
A húszas évek magyar építészetében a háborút követő történeti (társadalmi és technikai) meghatározottság találkozik egyrészt a világháborút megelőző hazai építészeti formatörekvések, másrészt a korszakbeli egyetemes-, nemzetközi építészet felől érkező hatásokkal, s ezek "termékei" egyaránt megtalálhatók a korszak építészeti hagyatékában. A késői eklektika alkalmas arra, hogy e hatások gyakran egyazon építészeti alkotáson is keverednek. A székely és a magyar nép falusi építőmódját és díszítőgyakorlatát feldolgozó század eleji építészet hatása mellett a neobarokk eklektika a legerőteljesebben képviselt irányzat.
De sok híve volt a késői szecesszió és az új-biedermeier vonásait is felhasználó, festőiségre, eleganciára törekvő angol Edwardian építészeti stílusnak, valamint a Németországban Heimatstilnek nevezett lakóház-architektúrának, melynek romantikus tömegkompozíciói mögött gyakran a lakályos angol polgári lakás funkcionalizmusát találhatjuk. Az expresszionizmusnak is voltak követői. Néhány alkotáson viszont – főként ipari épületeken – már a tisztultabb architektúra is megmutatkozik.
Ezek az évek valójában az építészeti szemléletváltozás évei voltak. A szemlélet átalakulását a társadalmi változtatásokat sürgető elmaradottság, a gazdasági körülmények és a műszaki fejlődés befolyásolták. A régi és az új oldalán egyaránt álltak megbízók és építészek, mecénások és művészek. Az előbbieket, a megbízókat az új felé a gazdasági meggondolás irányította, a régihez a konvenciók kötötték. Az építészek közül a fiatalabbak a hazai eredményekre és a külföldi változásokra egyaránt figyelve keresték a továbblépés lehetőségét. Voltak romantikus hangvételű építészek, akikre a tájba illeszkedésre törekvő német Heimatstil polgári eszménye hatott.
„…A különféle irányzatok összecsapásában a húszas években még kétségtelenül a hagyományos az erősebb, és ezért a mértékadó. Erősebbek a konzervatívok, akik a reneszánsz és a barokk formanyelvet a nemzet érdekeivel egyező művészeti megnyilatkozásként fogadták el. Szerintük a háború előtti évek kísérletezéseinek tapasztalataként a népi motívumok nem képezhetik az építészet alapját, s az építészetnek nem is feladata, hogy formájában magyar legyen. Ez a kozmopolitának tekinthető, de az igazságot sok szempontból mégis megközelítő felfogás abból a felismerésből fakadt, hogy a háború előtti építészetben az erdélyi vagy Balaton-melléki parasztházon felfedezett motívumokból alig sikerült a korszerű építési elveknek is megfelelő, gazdaságos középületet alkotni, s ugyancsak kérdéses eredménnyel járt a népi építészet formakincsének átültetése abba a városképbe, melyet mindinkább a korszerű közlekedés, az ipari építészet eszményének betörése jellemzett…” (M. M. 1919-1945)
A kor egyik – kétségkívül a fejlődés irányába mutató – építészeti jellegzetessége az eklektikus történeti formák korszerű szerkezetekkel való megvalósítása volt. Ez a sajátos együttállás az új építészet kibontakozásának hajnalán szükségszerűen formakeresési kísérletekkel járt, s a húszas évekbeli magyar építészet ilyen formakereső jellegét az is igazolja, hogy az építészek – kevés kivétellel – felváltva hódoltak a különféle irányzatoknak (főleg tervpályázatok keretei közt).

### A történeti stílusok követése
A stílusirányzatok
A neobarokk építészet már az 1910-es években, a századforduló csodálatos építészeti megújhodásának reakciójaként jelentkezett. A neogörög, a neoromán és a neogót is újból felelevenedett, mégis, a legtöbb alkotás neobarokk stílusban épült, keveredve neoreneszánsz vonásokkal.
A mediterrán építészeti kultúrörökség formái különös erővel virágoztak fel a húszas években, melynek okai sokrétűek. A barokk stílussal magyar nemzeti hagyományt véltek ápolni: a török hódoltság utáni újjáépítés során a magyar falu és város temploma, főúri palotája, lakóháza épült ebben a stílusban. A századfordulót követő egyre radikálisabb formaújítások közepette -bizonyára az építészet kibontakozó puritanizmusának ellensúlyozásaként – sokan a barokk stílusban vélték megtalálni azt a formanyelvet, mely tömegkompozícióban, téralakításban és részletképzésben annyira kiforrott, hogy általános elterjedése biztosítottnak tűnhetett. Az új irányzatoktól a forradalom veszélyét feltételező állami, városi és egyházi építtetők a történelmi stílusok ápolását követelték meg.
A kor hivatalos építtetői megkövetelték ugyan a történeti stílusoknak megfelelően díszített épületet, de a neobarokkot legfeljebb kedvelték, kötöttséget aligha jelentett (szegedi dómtér). Művészinek minősítették Sándy Gyula krisztinavárosi postaigazgatósági épületét (1925) és Lechner Jenő önkényesen stilizált templomait.
Hogy miért mégis a barokk stílus volt az, melyhez neves építészek (Györgyi Dénes, Málnai Béla, Kotsis Iván), annak oka talán az, hogy a barokk építészeti formák sokrétűsége leginkább engedett szabad kezet a tervezőnek.
A reneszánsz építészetből a könnyed, árkádíves lodzsa motívumát vették át legszívesebben. Téglaboltöv falazásához kötődő motívum volt ez, melyet acélgerendás és vasbeton tartós áthidalókkal nem lehetett megoldani.
Ott, ahol terméskőből kívántak falazni, a neoromán stílus kedvezett. Ezt középkori hangulatú templomoknál, zárt hatású középületeknél egyaránt alkalmazták. A zárdák emlékét idézve, egyházi tulajdonú kollégiumok kedvelt stílusa is a neoromán volt. De még irodaépületet is emeltek (Sopron, Pénzügyi palota, 1928). Érdekes módon neogót építészeti alkotást alig emeltek; ez bizonyára túl költséges volt. Csak belsőépítészeti elemek, fából készült borítások, templomok kőből faragott oltárai utaltak erre a stílusra.
Ugyancsak kevésbé terjedtek el a hellenizáló neoklasszicista elemek. Talán azért, mert a forradalmi eszmékkel ugyancsak asszociálható racionalizmusra emlékeztettek, vagy mert a nosztalgikus világképbe nem illett hűvös megjelenésük.
Wälder Gyula tovább tartott ki a barokk formák mellett, mint a többiek. Sőt, annál is tovább, mint azt a hivatalos építtetők megkövetelték volna. Épületkompozícióit végül nyers tégla falburkolattal kombinálta, amivel sajátos formai megjelenést ért el. Ezért asszociálódott a harmincas évekbe nyúló neobarokk az ő nevéhez, így vált fogalommá, mint retrográd stílus a „Wälder-barokk". Pedig nem egyedül az ő nevéhez fűződik, hanem szinte egy egész nemzedékéhez.

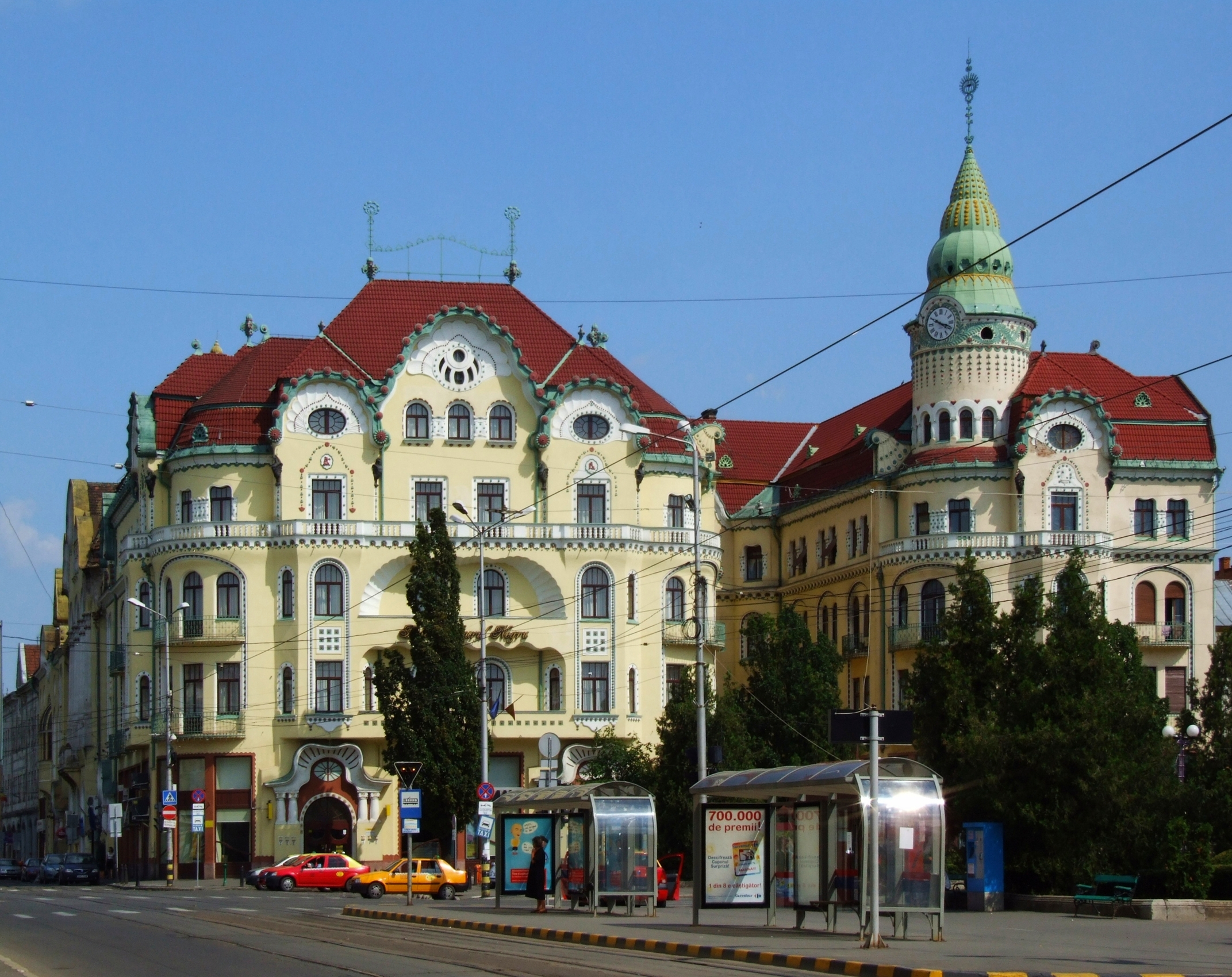
Jakab D. Nagyvárad

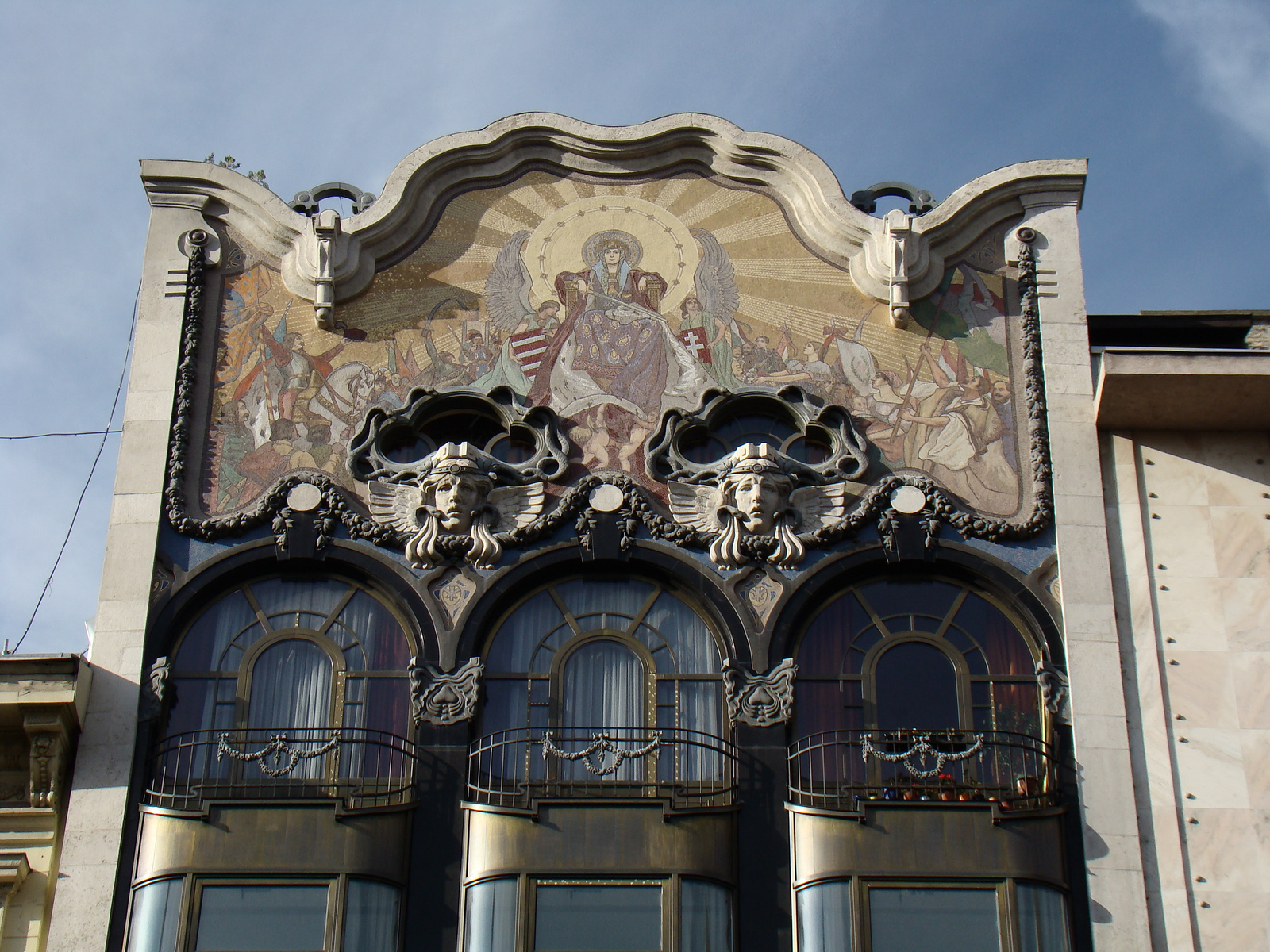
Hegedüs Á. Bp. Szervita-tér

A stíluskövető építészek
- Böhm Henrik (1867–1936)
- Hegedűs Ármin (1869–1945)
- Fábián Gáspár (1885–1953)
- Györgyi Dénes (1886–1961)
- Hübner Tibor (1897–1964)
- Hültl Dezső (1870–1946)
- Jakab Dezső (1864–1932)
- Sós Aladár (1887–1975)
- Jakabffy Zoltán (1877–1945)
- Kotsis Iván (1889–1980)
- Kozma Lajos (1884–1948)
- Magos (Munk) Dezső (1884–1944)
- Málnai Béla (1878–1941)
- Münnich Aladár (1890–1975)
- Sándy Gyula (1868–1953)
- Wellisch Andor (1887–1956)
- Wälder Gyula (1884–1944)

### A festői hatásokra törekvés
A stílusirányzat jellemzése
A festőiségre törekvő építészeti szemléletnek sajátos hazai előzményei vannak. Az angol mintákat követő, festői hatásra törekvő építészet a 19. században alig tudott hazánkban kibontakozni, mert a „késői viktoriánus" építészeti hatások idején hazánkban már a belga, német és osztrák szecesszióra kellett figyelni, szembehelyezni a nemzeti öntudatnak megfelelő magyaros építészetet. Ennek jegyében zárkóztak fel a fiatal építészek Lechner Ödön mögé, s ebből a magból nőtt ki az erdélyi építészetet felmérő (Malonyai és köre) és elemző népi építészeti irányzat.
Az első világháborút követő évtizedben azonban a helyzet a korábban mintegy átlépett festői hatású építőmodornak kedvezett. A festői megjelenés éppen a múlt század új építészeti funkcióinak, feladatainak előtérbe kerülése idején jellemző. A gyárépületek, a közlekedési létesítmények kiállítási pavilonként új funkciót, megjelenési formát keresnek maguknak, s ennek hiányában így találnak méltó külsőt annak a tartalomnak, melynek megvalósítását a kor technikai vívmányai eredményezték. A festőiségre törekvő építészetben nem az alkalmazott formajegy eredete, hanem a kívánt hatás a döntő. A célkitűzés haladóbb elemeket is tartalmaz: a festői hatásra törekvésben a környezethez méltó beilleszkedés szándéka is felfedezhető, noha ez építészeti kritériumként csak sokkal később fogalmazták meg.
A történeti stílusokat váltakozva felhasználó korban az építészeti törekvések lényegét szinte jobban lehet kifejezni a hatás elemzésével, semmint a mintaképekhez való igazítással. Már és főleg a 19. század második felében, a késő eklektika idején gyakoriak az olyan épületek, melyeknek legfőbb építészeti jellemvonásuk a festői kompozíció és díszítés. Ez a festőiségre törekvés stiláris vonatkozásban egyaránt fakad a múlt századi romantikából, s a társművészetekben – elsősorban a festészetben – elért hatások utolérésének vágyából.
A nemzeti stílustörekvésekkel összhangban, a népi építészet elemeinek a századforduló óta folyó kutatása, majd felelevenítése, illetve az urbanizációval a városi településekbe való átültetése, tudományos és művészetpolitikai célkitűzések nyomán történt. Most esztétikai vonatkozásai, festői megjelenése miatt kedvelték. A két törekvés – tudatos nacionalizmus és a festői megjelenítés szándéka – több alkotásban találkozott egymással. A divatos festőiség mintaképe az angol romantika és a nyugateurópai eklektika után a húszas években a német „Heimatstil” lett.
A szecesszió „elavult”, az építtető társadalom pedig kezdettől fogva forradalminak tartotta az új stílustörekvéseket. Ráadásul a népi építészetből gyűjtött építészeti alakzatok sem feleltek meg a városi, kivált a fővárosi beépítések léptékének. Ezeknek az irányzatoknak a kizáródása miatt az út ismét visszakanyarodott az eklektikához, de ugyanakkor – az eklektika köntöse alatt – teret kaptak a különféle festői hatású épületkompozíciók is, melyek ereje éppenséggel nem a historizálásban, hanem sokáig fel sem ismert esztétikai megjelenésükben rejlett.

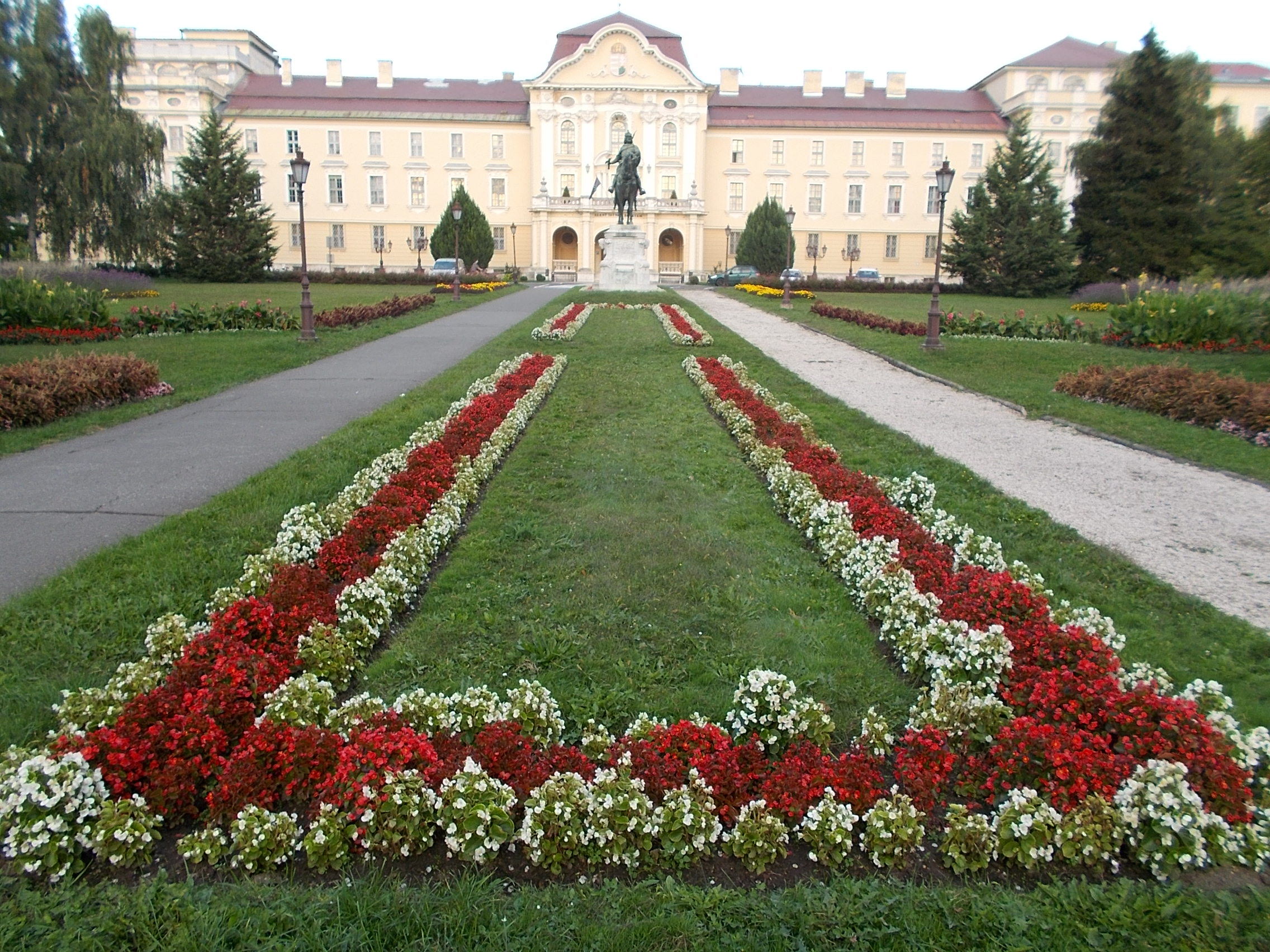
Sváb Gy. Gödöllő

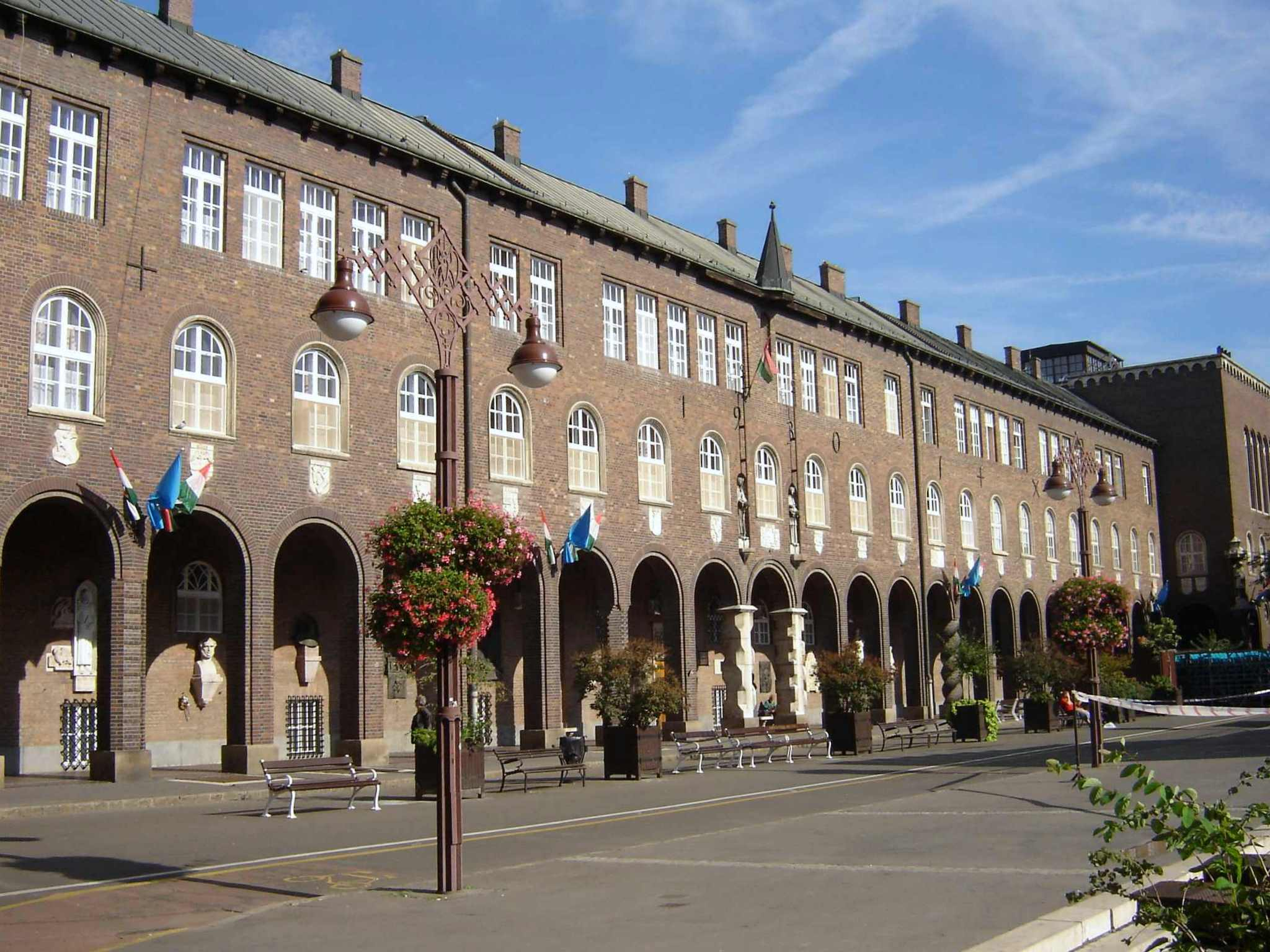
Rerich B. Szeged

Ide sorolhatók azok az alkotások, főleg együttesek is, melyek hatásukat az épület helyzetének megfelelő, sajátos kompozícióval érték el: a hegyoldalba telepített lillafüredi Palota-szálló (bár német reneszánsz formákat használ), kiváló arányaival a szegedi dómtér (noha az északnémet expresszionisták nyerstégla architektúráját használja), valamint az alföldi tanyai iskolák tájba illő épületei (jóllehet székelyföldi formákat követnek).
A festői hatások keresésének ellentéte a racionális egyszerűségre törekvő új építészet volt, mely tehát nem is annyira az eklektikával, hanem sokkal inkább az eklektikusan is építő, festői hatású építészettel szemben jelent meg. Sehol sem világlik ki a kettő különbsége, szembenállása világosabban, mint a városképben való megjelenésnél: a festői hatásra törekvő épület sajátos értékeit homlokzatán hordja, s méretben, beépítési módban egyaránt jól alkalmazkodik a környezethez. Az új építészeti alkotás puritanizmusával kérkedik, s kezdeti feltűnő hatása gyakran éppen a környezethez képest megmutatkozó disszonanciában rejlett.
Stíluskövető építészei
- Gregersen Hugó (1889–1975)
- Lavotta Gyula
- Lux Kálmán (1880–1961)
- Rerrich Béla (1881–1932)
- Sváb Gyula (1879–1938)

### A magyar szecesszió továbbélése
A stílusirányzat jellemzése
Lechner Ödönnek a magyar építészeti stílus kibontakoztatására irányuló törekvései a századforduló magyar építészetében erős visszhangra találtak. Egyrészt követőket ihlettek, másrészt a fiatalabb nemzedékhez tartozó építészek figyelmét a népi építés módjára és díszítőművészetére terelték és a bécsi szecesszió munkáival, a választott formák, illetve kompozíciók tekintetében azoktól eltérő eredményeket hoztak. Közös vonásuk talán mindössze a görög-római formakincs felhasználásán alapuló historizmus elvetése, még inkább ennek hirdetése.
A szecesszió egyes vonásai a magyaros formatörekvésekkel keveredtek, innen az aszimmetrikus épületkompozíció, a sajátos ornamentika, a polikrómia, a romantikus térhatás. Mindezek olyan erős elemek voltak, hogy az előretörő – neobarokk eklektika még a húszas években sem tudott egészen kiszorítani, holott ez idő tájt a szecessziót már elvetették, sikertelen divatnak, sőt, sokszor nevetséges kísérletnek minősítették. A századforduló nagy építészeti stíluskísérletét a magyar népi építészet ismert formajegyeivel való keveredése miatt nevezhetjük magyaros szecessziónak. Megtaláljuk ezt az irányzatot különféle rendeltetésű és nagyságrendű épületeknél. Gyakran keveredik újbarokk elemekkel vagy éppenséggel neobiedermeier vonásokkal is.
A századforduló stílusát folytatta a már említett budapesti Gellért-szálló, Sebestyén Artúr, Sterk Izidor és Hegedűs Ármin közös műve (1911-1918). Sebestyén Artúr Lechner-követő volt, Hegedűs Ármin – Böhm Henrik tervezőtársaként – a bécsi hangvételű szecessziós stílus művelője, ahogy erről pöstyénfürdői és más épületei tanúskodnak. A lechneri örökség zászlóvivője maradt a húszas években a mester unokaöccse, Lechner Jenő. Életművének jellemző alkotásaiban a magyaros szecessziót a szepességi reneszánszot idéző, historizáló motívumok kísérik. Érdekesképpen a pártázatos reneszánszot tekintette mintaképének Sándy Gyula is, holott alkotásai a szecessziótól egyébként távol esnek.

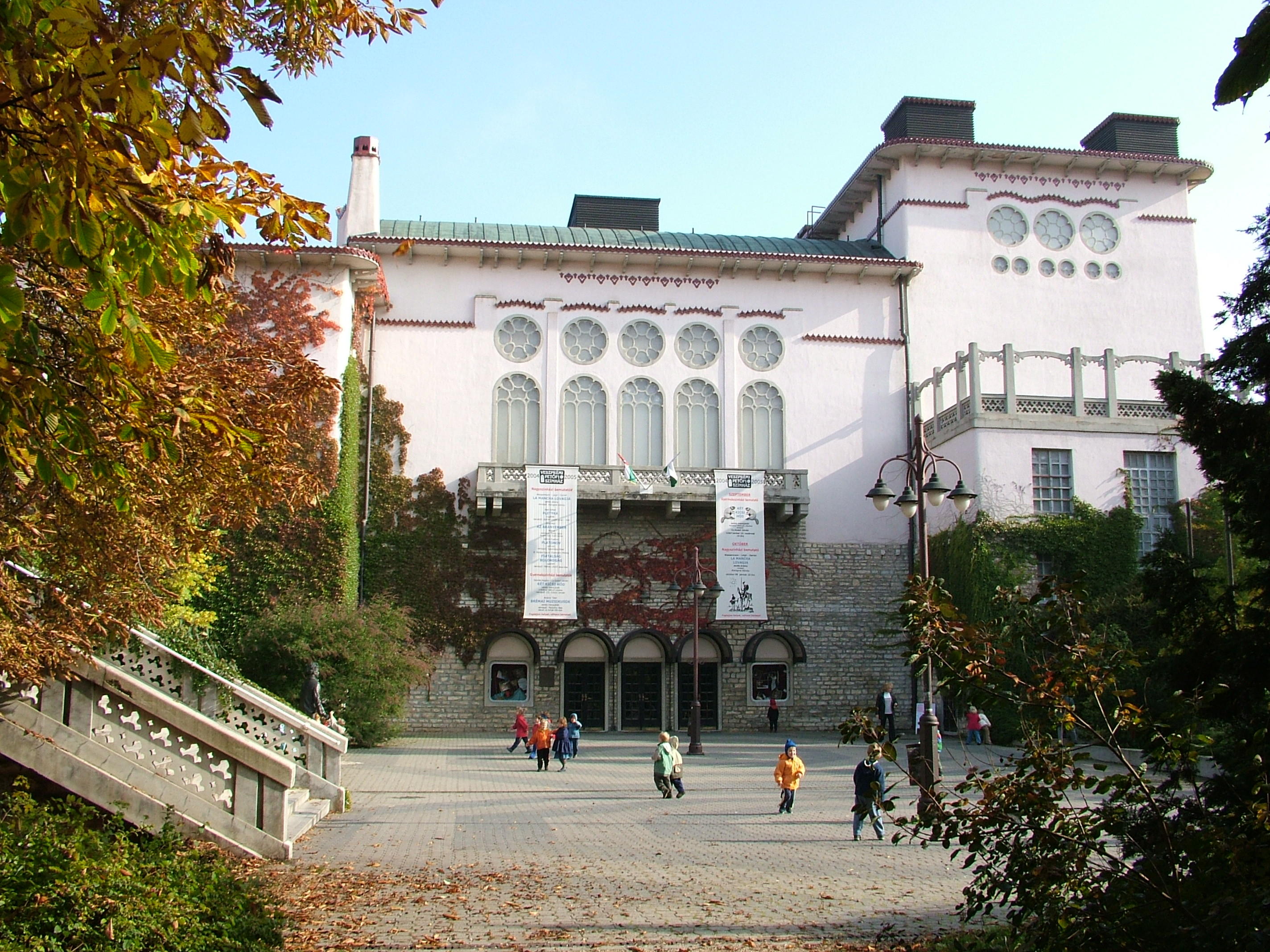
Medgyaszay I. Veszprém Szinház

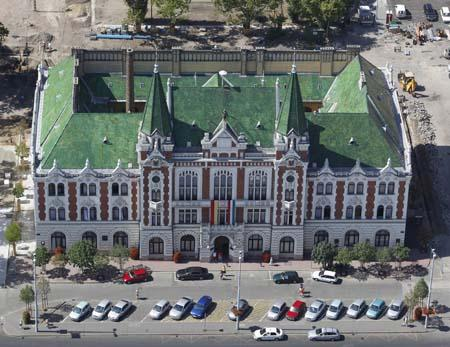
Hegedüs Á. Újpest, Városháza

A századforduló magyar építészetének egyik vezéregyénisége, Medgyaszay István most sem tért le saját elképzelései megvalósításának útjáról, alig tett engedményt a neobarokknak és tovább folytatta a vasbeton szerkezetek hangsúlyos megjelenítésére irányuló kísérleteit egészen a negyvenes évekig. Sok vonatkozásban a magyaros szecesszió népi építészetet követő irányzatához sorolható Kertész K. Róbert és Sváb Gyula nagyszabású falusi és tanyai iskolaépítő tevékenységének legtöbb alkotása is. Lechner Ödön életművének példája mellett talán még hatásosabbnak bizonyult az a mintakép, melyet Komor Marcell és Jakab Dezső szolgáltattak marosvásárhelyi, nagyváradi és szabadkai épületeikkel, Vas József és Morbitzer Nándor a kiskunfélegyházi városházával. Bizonyára ennek hatása mutatkozik meg több alföldi városunk központjában. Ezt idézi Csongrádon a Kossuth Lajos tér és az Április 4. út torkolatánál az Ybl Lajos tervezte Batsányi Gimnázium is.
Stíluskövető építészek
- Kismarty-Lechner Jenő
- Medgyaszay István
- Sebestyén Artúr
- Sterk Izidor
- Hegedűs Ármin

### A korszak további kiemelkedő építészei
A húszas évek magyar építészete a felsorolt alkotók példáján körvonalaiban kirajzolódik, érzékelteti a különféle irányzatokat is azt is, hogy, ugyanazok a mesterek egyes műveikkel gyakran változó felfogásoknak hódoltak. A felsorolt irányzatok – és művelőik – köre még kiegészíthető néhány további tevékeny építész és műveik bemutatásával.
- Almási Balogh Loránd (1869–1945) a húszas években állt alkotó pályája tetőpontján. Számtalan tervpályázat, különösen érdekesek templomai, amelyeknél az íves felületű favázra (ún. oikos tető) szerelt deszkázattal és vakolattal sajátos térhatást sikerült elérnie.
- Rainer Károly (1875–1951): Keleti Károly utca és a Bimbó út csatlakozásánál épített nagyméretű és jó alaprajzi elrendezésű bérházegyüttessel Buda urbanizálódásának pozitívan értékelhető példáját alkotta meg (1929).
- Francsek Imre: városligeti Széchenyi fürdő neobarokk stílusú, de korszerű alaprajzi megoldású bővítése (1926–1927).
- Tscheuke Hermann: fővárosi kislakásépítés
- Árvay József: zalaegerszegi rendőrkapitányság, neobarokk stílusban, oroszvári vámépület, pécsváradi adóhivatal.
- Kopeczky Raul: lakóépülettervek
- Szeghalmy Bálint: neobarokk evangélikus teológiai diákotthon Sopron
- Wannenmacher Fábián: a kor egyik legműveltebb építésze, tevékenysége az épülettervezésen kívül az építészeti publicisztikára és építészeti grafikára is kiterjedt.
- Kertész K. Róbert: (1876–1951) Sváb Gyula társaként a magyar stílusú iskolaépítkezések lebonyolításában szerzett érdemeket. Együtt tervezték a historizáló stílusú gödöllői premontrei gimnáziumot (ma Agrártudományi Egyetem), Rerrich Bélával pedig a szegedi dómtér Nemzeti Emlékcsarnokát alakították ki.
- Neÿ Ákos: a Déli Vasút igazgatójaként a Balaton délparti vasútvonal állomásainak felvételi épületei (Fonyód – Bélatelep, Balatonföldvár)
- Borsos József (építész): a debreceni új köztemető ravatalozó- és halotthamvasztó épület, expresszionizmushoz igazodó nyerstégla-részletekkel, de historizáló kompozícióval (1930–31), Debrecen városrendezési terve
- Jendrassik Alfréd: Mátrai Szanatóriumtervei
- Brenner János (1893-1956) szombathelyi reálgimnázium épülete (1931)
- Vágó József (1877–1947), a századforduló idejében a magyar szecesszió kiváló egyénisége korszakunkban a genfi Népszövetségi palota tervpályázatán nyert egyik első díjjal hívta fel magára a figyelmet. A historizáló épület kivitelezésének tervezésében nemzetközi mezőnyből összeállított építészcsoport tagjaként vett részt.

### Az avantgárd jelentkezése
Az első világháború és a tanácsköztársaság bukása után a haladó magyar irodalmi/művészeti törekvések elsősorban az országon kívül egzisztálhattak (csoportosulásaik Bécsben, Berlinben, továbbra is Párizsban, majd később Rómában alakultak ki). Csak a húszas évek közepén térhetett vissza az írók és művészek egy része, többen azonban még ekkor sem találtak megfelelő környezetet művészi célkitűzéseik megvalósításához.
A külföldön működő magyar avantgárd egyik legfontosabb központja Bécs volt. Elsősorban sokirányú kommunikációs központként, mert innen éreztette hatását a magyar aktivizmus, mint a legradikálisabb irodalmi és művészeti mozgalom Csehszlovákia, Románia, Jugoszlávia különböző városaiban kialakuló magyar és nem magyar művészeti mozgalmakra. Innen igyekezett felvenni a kapcsolatok legkülönbözőbb formáit Kelet- és Nyugat-Európa avantgárd művészeti mozgalmaival. Bécsben az újonnan megjelenő, s 1926-ig Európa egyik legrangosabb művészeti lapjaként működő Ma (folyóirat) köre jelentette tágabb értelemben a bécsi magyar avantgárdot.
A magyar aktivizmus (pontosabban az aktivista konstruktivizmus, a magyar avantgárd legszervezettebb, céljait legjobban felismerő mozgalom) már 1921-től példaképül szolgált a kelet-közép-európai modern törekvések képviselői számára. A pécsi származású, későbbi Bauhaus-tagok:
- Breuer Marcell
- Forbát Alfréd
- Molnár Farkas
- Stefán Henrik
- Weininger Andor

életpályáján is visszatükröződik ez a hazai kulturális hagyomány. Ők jelentették meg Újvidéken az úgynevezett KURI manifesztumot is.

## A harmincas, negyvenes évek magyar építészete
1930 körül az építészet hazai fejlődésében változás következett be. Ezt több lényeges körülmény okozta. A két legfontosabb közöttük bizonyára a megváltozott gazdasági helyzet és az új építészet külföldi előretörésének egyre fokozódó hatása. Az 1929-ben kitört világgazdasági válság után a kijózanodott építtető racionálisabb építészeti igényeket fogalmazott meg. S ezek éppenséggel találkoztak azokkal a lehetőségekkel, melyeket a Bauhausban nevelkedett, illetve annak eredményeire figyelő fiatal magyar építésznemzedék kínált. Ugyanebben az időpontban az építőtechnika is jelentőset lépett előre. A korábban még csak egyes épületszerkezetekre korlátozódó vasbeton építés most általánosan elterjedt, és a hazai ipar a külföld segítsége nélkül is képessé vált bonyolultabb alkotások megvalósítására.
Az építészeti szemlélet megújhodó átalakulása jól tükröződött az 1930-i budapesti nemzetközi építészkongresszus felszólalásaiban és kiadványaiban is, habár ez az összejövetel nem is tekinthető a radikális újítás fórumaként. Azonban azzal, hogy hasonlóan időszerű témákat, már voltaképpen a friss áramlatok befogadásának lehetőségét igyekezett megteremteni. Ugyancsak 1930-ban az Építőipar Építőművészet folyóirat hasábjain Magyar Vilmos, az akkori építészetszemlélet jellegzetes képviselője cikket közölt Új kultúra felé címmel. Ebben kifejtette, hogy korunk a „gépkorszak rendre" törekszik (voltaképpen erőteljes racionalizálásra). "… Csak egy művészetet fog ismerni, az építészetet. A hideg, számító értelem jegyében, a ridegségig menő egyszerűséget fogja követni. Ugyanakkor beláthatatlan lehetőségeket nyit meg" …. A racionalizálás eszményének erejét azonban – legalábbis hosszú távon – Magyar Vilmos éppen úgy túlbecsülte, mint az új építészet szinte valamennyi radikális szószólója. Megmutatkozik ez azokban a vonásokban, melyek fél évszázaddal az új építészet teljes kibontakozása után is, itt-ott belsőben és külsőben, városképben és épületrendezésben, a homlokzat egészén vagy díszítményes részleteken, a húszas évek historizáló eklektikájához hasonlóan a festőiséget, a romantikát idézik.

### Bauhaus-hatások a magyar építészetben
A Bauhaus magyarországi vonatkozásai óhatatlanul a magyarországi avantgárd-(aktivista) mozgalom keretei között keresendők, amely alapjában véve az előző, monarchiabeli társadalmi-kulturális megújítási törekvéseknek – a megváltozott társadalompolitikai viszonyokra adaptált – továbbfejlődéseként értelmezendő.
Ez a korszak – a húszas évek – a magyar művészet történetében azért olyan fontos, mert helyzete sajátos, kísérletei pedig heroikusak, mert nagyrészt csak a Magyarországon kívüli művészeti központokba szorult művészek gyakorolták. A világháború és a tanácsköztársaság bukása után a haladó magyar irodalmi/művészeti törekvések elsősorban az országon kívül egzisztálhattak (csoportosulásaik Bécsben, Berlinben, továbbra is Párizsban, majd később Rómában alakultak ki). Csak a húszas évek közepén térhetett vissza az írók és művészek egy része, többen azonban még ekkor sem találtak megfelelő környezetet művészi célkitűzéseik hazai megvalósításához.
A külföldön működő magyar avantgárd egyik legfontosabb központja Bécs volt. Elsősorban sokirányú kommunikációs központként, mert innen éreztette hatását a magyar aktivizmus, mint a legradikálisabb irodalmi és művészeti mozgalom Csehszlovákia, Románia, Jugoszlávia különböző városaiban kialakuló magyar és nem magyar művészeti mozgalmakra. Innen igyekezett felvenni a kapcsolatok legkülönbözőbb formáit Kelet- és Nyugat-Európa avantgárd művészeti mozgalmaival. Bécsben az újonnan megjelenő, s 1926-ig Európa egyik legrangosabb művészeti lapjaként működő Ma (folyóirat) köre jelentette tágabb értelemben a bécsi magyar avantgárdot.
A Bauhaus sokoldalúságának eredményei értelemszerűen – és érezhetően – visszahatottak a „Ma” hasábjaira is, amelynek címlapjai, illusztrációi 1923-tól kezdve többször a weimari, majd később dessaui intézmény munkatársaitól származtak. Moholy-Nagy, Molnár Farkas fametszetei a mozgalom elméletében mindig jelenlevő építészeti szellemet erősítették. A folyóirat utolsó bécsi száma is egy fiatal sziléziai építészközösség műveinek bemutatásával zárult.
A magyar aktivizmus (pontosabban az aktivista konstruktivizmus, a magyar avantgárd legszervezettebb, céljait legjobban felismerő mozgalom) már 1921-től példaképül szolgált a kelet-közép-európai modern törekvések képviselői számára. 1921 augusztusáig egyik igen fontos hatásterülete a Horthy-Magyarországhoz viszonyítva még külföldnek számító Pécs, a kicsiny, már szinte elfelejtett államalakulat: a Baranyai Köztársaság fővárosa volt. A Pécsi Napló már korábban is rendszeresen beszámolt a „Ma” új számairól, rendezvényeiről, majd a Tanácsköztársaság bukása után a fellendülő pécsi szellemi élet képviselői maguk is több politikai, irodalmi lapot adtak ki. A pécsi művészkör 1920-1921-ben még a kubisztikus-expresszionista aktivizmus stílusáról írt, de a Krónika 1921-es számában már a „haldokló expresszionizmus"-ról, s a „vas esztétikája” új korának eljöveteléről olvashatunk. A pécsi származású, későbbi Bauhaus-tagok:
- Breuer Marcell
- Forbát Alfréd
- Molnár Farkas
- Stefán Henrik
- Weininger Andor

életpályáján is visszatükröződik ez a hazai kulturális hagyomány. Ők jelentették meg Újvidéken az úgynevezett KURI manifesztum-ot is.
A KURI (a konstruktív, utilitárius, racionális, internacionális kezdőbetűjének összevonásából keletkezett rövidítés) manifesztum a Bauhaus magyar és szerb növendékeinek és a Gropius építészeti iroda munkatársainak műve volt. Az aktivizmus rendszerező szándékához hasonlóan áttekintette a modern művészet irányzatait, sürgette gondolataik szintézisét, az elemzett, szervezett tér fogalmát, mint az építész számára megvalósítandó feladatot, s ehhez fűzték a szigorú funkcionalizmus követelményét, amely különböző formákban tulajdonképpen már a századforduló óta jelentkezett az európai építészetben, s amelyet azonban első terveik még nem valósítottak meg maradéktalanul.
Az építészek úgy képzelték el, hogy a szükségleteket kifejező ökonomikus, a szerkezeti-matematikus- és a szellemi-tartalmi rész egy alapjegyben, egyazon geometriai formában kifejezhető (ahogyan a képzőművészetben a szuprematizmus a négyzetet, úgy ők a kockát tették alapformájukká), s a „világ-kuri" első kocka alakú házát tervezték. A manifesztum egyik megalkotója, Molnár Farkas, az 1923-i Bauhaus-kiállításon tervek formájában is kiállította Vörös kockaház-át mint a KURI megvalósításának egyik lehetőségét. (A 10×10×10 m-es méretű ház inkább szimbolikus jelentőségű, semmint funkcionálisan megoldott építmény).
A Bauhaus-növendékek kísérleti működése, az aktivista lapokban publikált manifesztumokban megnyilvánuló összefoglaló, integráló, abszolutizáló szándéka jól jellemzi a húszas évekbeli magyar avantgárd-aktivizmusnak a Bauhaus elvekkel való kapcsolatát. A tízes évek „plakát” elvét differenciálták a környezetalakító művészeti ágak és műfajok, de az ezek megújításáért folytatott anyagi, térformálási tapasztalatokat még egy ideig a totális világalakító szándékok foglalták keretbe. A másik képviselt szempontjuk az aktuális történelemmel való konok szembeszegülésük, s olyan elképzelések hangoztatása, mint „világ-kuri”, „világállam” vagy – nem kevésbé merész tervként – a „Közép-európai Egyesült Államok” (ez utóbbi a pozsonyi Tűz című lap beköszöntőjében).
Bortnyik Sándor 1929-ben reklámgrafikai iskolát nyitott MŰHELY címen, amelyet eredetileg nagyobb szabású intézménynek, Magyar Bauhaus-nak terveztek. Építészhallgatóik azonban nem voltak. (E műhely növendéke volt a hatvanas évek jelentős európai mestere, Vásárhelyi Győző – Victor Vasarely.)
A Bauhaus átalakulása, Gropius, Moholy-Nagy távozása (1928), majd az intézmény felbomlása (1933) után (vagy még előtte) hazakerült építészek:
- Molnár Farkas
- Forbát Alfréd
- Fischer József

és mások Budapesten és Pécsett dolgoztak. Megkísérelték összehangolni az építészet és társadalom problémáit (gondoljunk itt Hannes Meyer oktatói hatására), korszerű munkáslakásokat terveztek, ezekből azonban csak kevés valósult meg. Az európai haladó építészeti szellem csak a harmincas évek második felétől kezd elfogadottá válni, meghonosodni. A kor paradoxona, hogy a bauhausisták ekkor munkásságukat csupán a tehetősebb feltörekvő felső-, és középosztály magánházépítésében, a villa műfajában bontakoztathatták ki. A vörös kockaház is megépült, de csupán kicsinyített (6x6x6 m-es) formában, s eredeti jelentése eltűnt, mivel sem a „világkuri”, sem a „zenitista” balkáni forradalom, sem az emigrációs világállam, a kelet-európai – Duna-völgyi -, vagy magyar államszövetség nem vált aktualitássá, vagy a távoli jövő távlataiban vélhetővé. A jövő progresszív építőművészete végtelen távolságba került, és a jelen egyre fenyegetőbbé vált: a második világháború közeledett. (A magyarországi Bauhausosok munkásságát részletezi a CIAM szócikk „magyarországi csoport” fejezete.) Ideológiai és szakmai felkészültségük kamatoztatására – bár csak rövid időre – a vesztett háború okozta sebek felszámolása során 1945 után – nyílt lehetőség.
„… A művészettörténet és a történelem sajátos paradoxonja, hogy – már a húszas évek végére – a Kommunisták Magyarországi Pártja és az egykor vele rokonságban felnövő művészeti avantgárd mozgalmak – melyeket manapság tévesen csak az egyik alkotóelemmel, a Bauhaus névvel azonosítanak – teljesen elváltak egymástól. A KMP és az MSZMP soraiban igen erős avantgárd-ellenes hangulat uralkodott, ennek elméleti előzményei és párhuzamai aztán majd az avantgárd emigrációs köreiben is megtalálhatók. Egykor a Nyolcak munkásságát támogató Lukács György a realizmus tradicionális koncepciójának befogadásához közeledett. A harmincas évek elején a Das Wort című, Moszkvában kiadott emigráns politikai-művészeti lapban vita robbant ki a német avantgarde és Lukács között, amelyben Lukács a német expresszionizmust és aktivizmust a fasizmust előkészítő mozgalmak közé sorolta. Hasonló türelmetlen álláspont jellemezte a magyar kommunista mozgalom fórumait a húszas-harmincas évek fordulóján, a hazai tartalék-aktivista törekvésekkel szemben is. A Tamás Aladár által szerkesztett 100% (1927-1928) című lapban a Kassák-kört szintén igazságtalanul a szociálfasizmus kategóriájába sorolták…” (M. M. 1919-1945)
Ezzel a szellemi konfrontációval azonosítható a hazai, úgynevezett szocreál építészet beköszöntét jelképező, Perényi Imre és Major Máté közti, emlékezetes építőművész-szövetségi vita is. A Bauhaus-szellem hazai reneszánszát majd csak az 1956-os forradalmat követő időkben érte meg, amikor az avantgarde szellemet képviselő „öregek”, illetve a gyorsan felfrissülő felsőfokú művészeti és építészoktatás által felnevelt új, alkotó (építő)művész-generáció lépett a színre.

## Építészet közvetlenül a második világháború után
A második világháború befejeztével, az ország és nemzet életének beindításával kapcsolatban számtalan problémával és adottsággal szembesült az ország. A hatalmas fizikai károk, rombolások és értékrablások, a hadrafogható munkaerő jelentős csökkentését eredményező hadifogságba került lakosság, háborús jóvátételi kötelezettség, stb. technikai hiányosságok fizikai körülményeihez további számos és alapvetően fontos szellemi újdonság is társult, mint a nemzet politikai közigazgatási átszervezésére irányuló, a szövetséges ellenőrző bizottságban egyre markánsabbá váló szovjet politikai dominencia, összességében a nemzet társadalmi-gazdasági tényleges újjá-építése. 
"Amikor a második világháború után a lerombolt ország újjáépítése megkezdődött, az építészet szemlélete elég egységes volt. A két háború közötti, a harmincas évek közepéig hivatalosan egyedül elismert kései historizáló irányzat végleges vereséget szenvedett. A negyvenes évek elején az ún. modern építészet térfoglalása teljesnek volt mondható. Európai színvonalú lakó- és középületek jöttek létre, ha nem is nagy számban, és nem-ritkán a nagyközönség, főképpen a kispolgári rétegek tartózkodó értelmiségiek ellenében. Bár ezen az építészeten érezni lehetett a külföldi hatást, hiányzott az a másfél évtized, amely a historizálás lefoglalt. A modern építészet elveinek érvényesítése és felhasználása túl gyorsan történt, sok sematikus, felületesen átvett formaelem divatként jelentkezett, mégis törekvéseiben – ahogy Major Máté is megállapította – mindenképpen előremutatónak, progresszívnek tekinthető. Nem véletlen, hogy a modern építészettel szemben az akkori hivatalos körök ellenállása lépten-nyomon megmutatkozott: a végleges frontáttörésnek a hivatalos középítkezések terén a volt Pénzintézeti Központ Szabadság téri székházának megépítése (1938) tekinthető."